# Persányi-hegység
A Persány-hegység (régebben Persányi hegysor, Apácai hegysor vagy Krizbai havas, románul: Munții Perșani, németül: Geisterwald) a Keleti-Kárpátok déli részén elhelyezkedő középhegység, Brassó megye, Kovászna megye és Hargita megye területén.

## Földrajz

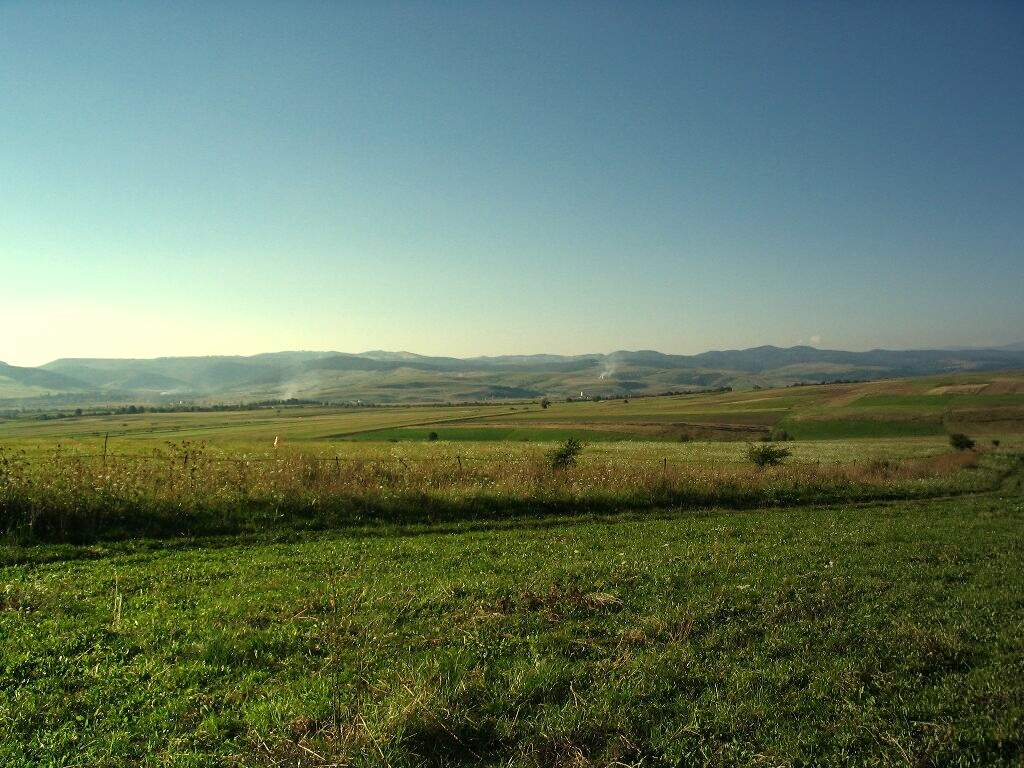
Az Északi-Persány-hegység

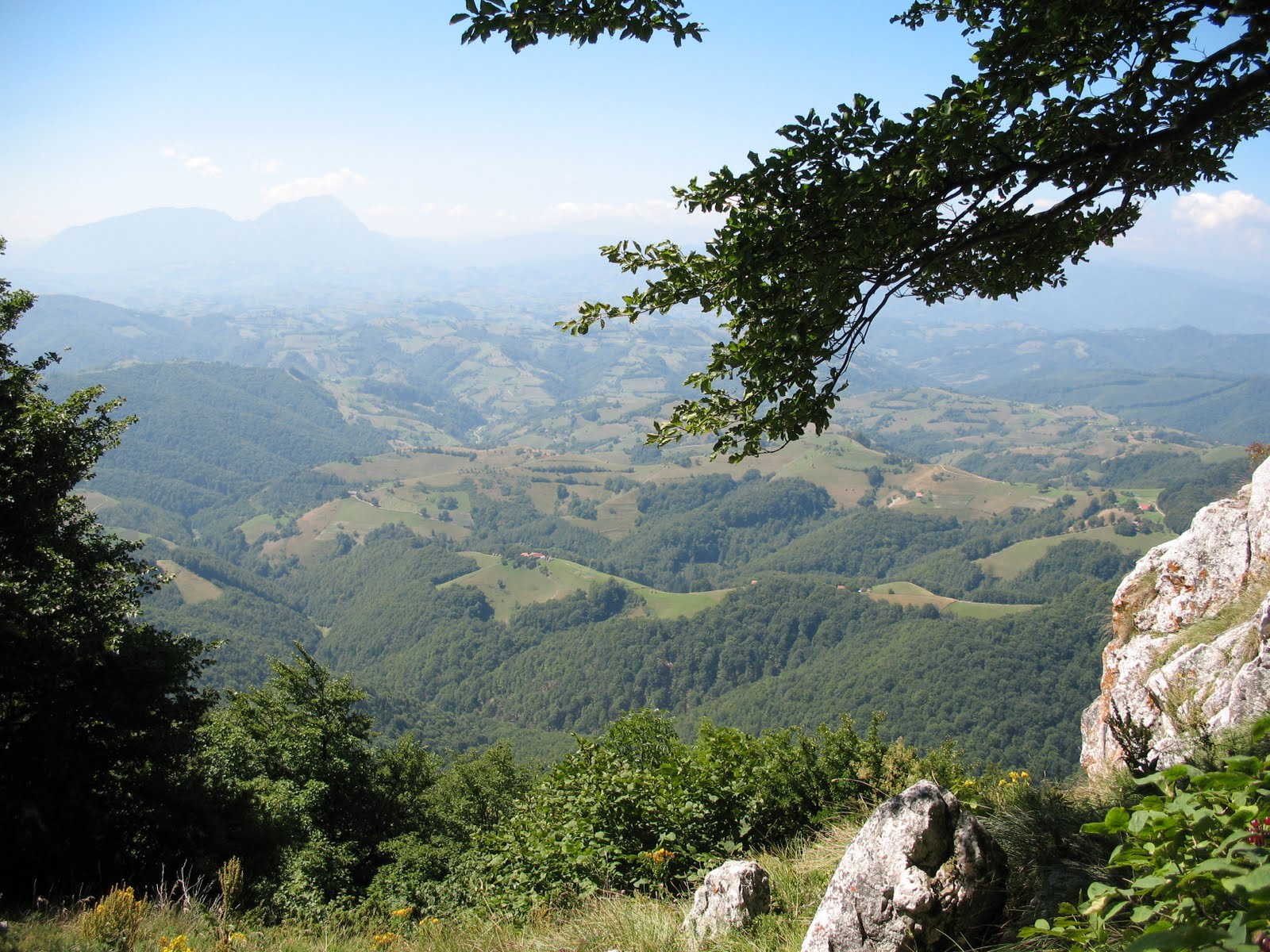
A Déli-Persány-hegység

A Persány-hegység három részre oszlik: Északi-Persány, Központi-Persány és Déli-Persány.
Az Északi-Persány-hegység (románul Perșanii Nordici) az Olt folyótól északra helyezkedik el, Kovászna és Hargita megye határán. Legmagasabb pontja a Homoródalmás közelében lévő Dugaszó (1012 m) és Merke-tető (1002 m). Északi részében található a Vargyas-patak sziklaszorosa. Az Központi- és Északi-Persány-hegységet az Olt folyó 9 km hosszú szorosa választja el Ágostonfalva és Alsórákos között. A szorost északon és délen 700–800 m magas hegyek övezik.
A Központi-Persány-hegység (románul Perșanii Centrali) a Fogarasi-medence, az Olt-szoros és a Brassói-medence között helyezkedik el. Legmagasabb pontja a Vár-hegy (1104 m). Területéhez közel uránt dolgoznak fel.
A Déli-Persány-hegység (Sudici) vagy Szág-hegység (Muntii Taga) a Fogarasi-havasok és a Központi-Persány-hegység között helyezkedik el. Gyakran a Fogarasi-havasok részeként emlegetik. Itt található a hegység legmagasabb pontja a Szág-hegy (1641 m). Nyugaton, a Brassói-medence fölé emelkedő csúcs a feketehalmi Nagy-Fekete-hegy (1292 m).